# Champagne Supernova
Champagne Supernova è una canzone della band inglese Oasis. Scritta da Noel Gallagher e cantata dal fratello Liam, è una traccia di oltre sette minuti che chiude (What's the Story) Morning Glory?, l'album di maggior successo del gruppo, uscito nel 1995.
Nonostante sia stato scelto per essere pubblicato come singolo nel 1996 solamente in Australia, Nuova Zelanda e Nord America, conobbe grande popolarità anche per il lancio di un videoclip diretto da Nigel Dick. Proprio negli USA ricevette numerosi elogi, tanto da arrivare al numero 1 della classifica Modern Rock Tracks, secondo e ultimo singolo del gruppo ad aver raggiunto questo traguardo, e da vincere il disco d'oro con 500 000 copie vendute. La canzone ha avuto molto successo anche nei paesi in cui non è stata pubblicata in singolo e fa parte dei greatest hits della band Stop the Clocks del 2006 e della versione statunitense di Time Flies... 1994-2009.

## Descrizione
(Noel Gallagher)
Il brano si apre con il suono delle onde, che lasciano presto spazio agli strumenti e alla voce di Liam Gallagher; la traccia prosegue per oltre sette minuti tra frasi surreali, assoli di chitarra e un ritornello esplosivo di criptica interpretazione. Secondo un aneddoto, il titolo Champagne Supernova venne in mente a Noel guardando un documentario sullo champagne, mentre ascoltava contemporaneamente l'album Bossanova dei Pixies. Il significato del titolo e del testo sono di difficile interpretazione; anche lo stesso Noel nel 2005 ha dichiarato di non essersi ancora fatto un'idea precisa, per poi affermare successivamente sul sito ufficiale della band:

La canzone è stata suonata alla maggioranza dei concerti degli Oasis. Al riguardo Noel ha affermato: 
All'incisione del brano ha contribuito anche Paul Weller con la chitarra principale e parte della seconda voce. Durante il tour di (What's the Story) Morning Glory? nel 1995-1996 e il successivo tour di Be Here Now nel 1997-1998 il finale della canzone era solitamente esteso di circa 5 minuti, con un lungo assolo di chitarra improvvisato da Noel Gallagher. 

## Video musicale
Nonostante il singolo sia stato pubblicato solo in pochi paesi, il videoclip del brano, diretto da Nigel Dick, è stato comunque trasmesso in tutti i canali musicali del mondo, contribuendo notevolmente a costruire il successo della canzone. Nel video Liam presenta una spiccata somiglianza con John Lennon, principalmente a causa degli occhiali tondi di colore rosso e del taglio di capelli, uguale a quello dell'ex Beatle. Gli Oasis suonano dentro una stanza piena di luci e colori, in un'atmosfera psichedelica che ricorda molto gli anni settanta. Furono usate delle lenti anamorfiche che, se posizionate davanti alla macchina da presa, erano capaci, ruotando, di far cambiare forma agli oggetti e rendere le immagini più sfocate.

## Tracce
1. Champagne Supernova (radio edit) – 5:08
2. Champagne Supernova (album version) – 7:31
3. Slide Away – 6:29

## Formazione
- Liam Gallagher – voce, tamburello
- Noel Gallagher – chitarra solista, chitarra acustica, e-bow, cori
- Paul "Bonehead" Arthurs – chitarra ritmica, chitarra acustica, organo a pompa, pianoforte
- Paul "Guigsy" McGuigan – basso
- Alan White – batteria, percussioni

Altri musicisti
- Paul Weller – chitarra solista, cori
- Owen Morris – fischio

## Classifiche
| Classifica (1996)               | Posizione massima |
| ------------------------------- | ----------------- |
| Australia                       | 26                |
| Canada                          | 11                |
| Canada (rock/alternative)       | 1                 |
| Nuova Zelanda                   | 16                |
| Stati Uniti (adult alternative) | 13                |
| Stati Uniti (alternative)       | 1                 |
| Stati Uniti (mainstream rock)   | 8                 |
| Stati Uniti (pop)               | 10                |

## Cover
Negli anni numerosi artisti hanno proposto cover delle canzone. In particolare si ricordano una performance acustica degli Aerosmith, la versione orchestrale realizzata dalla Royal Philharmonic Orchestra e l'interpretazione da parte della band indie Matt Pond PA, presente nel famoso telefilm The O.C. nella quattordicesima puntata della seconda serie. Anche i Green Day hanno suonato il brano dal vivo più volte durante il tour di 21st Century Breakdown, così come gli Snow Patrol hanno eseguito una loro versione del brano come tributo agli Oasis durante il V Festival 2009, concerto a cui gli Oasis non hanno potuto partecipare per via della convalescenza di Liam Gallagher. La band statunitense The Killers suonava regolarmente Champagne Supernova nei loro concerti a Las Vegas, prima di essere messi sotto contratto. Curiosamente, anche il gruppo techno britannico Urban Cookie Collective ha composto una cover dance della canzone nel 1996, ma Noel Gallagher non ha concesso loro il permesso di pubblicarla come singolo. La band pop rock statunitense OneRepublic il 25 luglio 2017 pubblica su Spotify una versione del brano registrata negli Abbey Road Studios di Londra.